# Арменица
Арменица (латыш. Armanica) — деревня в Печорском районе Псковской области России. Входит в состав сельского поселения «Лавровская волость».
Расположена на юго-востоке волости, в 13 км к юго-востоку от волостного центра, деревни Лавры, и в 47 км к югу от райцентра, города Печоры.  В 3,5 км к западу проходит граница c Латвией. Южнее находится деревня Марково, севернее — деревня Юшково.
C 1920 до 1944 гг. входила в состав Яунлатгальского (Абренского) уезда Латвии.

## Население
Численность населения деревни по оценке на конец 2000 года составляла 9 жителей.
| 2001 | 2002 | 2010 |
| ---- | ---- | ---- |
| 9    | ↗10  | ↘9   |